# Claude Lammens
Claude Lammens (Gent, 24 december 1957) is een Belgisch dichter, toneelauteur, toneelvertaler en performer. Professioneel was hij overheidsvertaler tot in 2019. Hij staat sinds 1983 op de planken in het amateurtheater maar hij is ook gepassioneerd door het Brussels dialect.

## Dichter - poëzievertaler
Hij schrijft zijn 'levende' dichtbundels Eerst nog wat verlangen, met gedichten in het Nederlands, en Brusselse Dantellekes, met Brusselse poëzie. 
Daarnaast heeft hij in 2019 een boek uitgebracht met zijn Brusselse vertaling van de 154 Shakespearesonnetten.
Dit boek werd (samen met de verbrusseling van The Taming of the Shrew) opgenomen in de collectie van het Shakespeare Institute aan de Universiteit van Birmingham.

## Toneelauteur
Hij schreef naast enkele kortverhalen en columns ook drie monologen: Het Ei, De Krant en Ebriosi, de fles van Pandora. Van deze laatste speelde hij zelf twee reeksen opvoeringen (2003 en 2007).

## Toneelbewerker en -vertaler
Hij bewerkte talloze theaterstukken voor zijn thuisploeg Theatergezelschap Het Meiklokje (Sint-Agatha-Berchem). In 2012 kreeg hij toestemming van de New Yorkse schrijver David Lindsay-Abaire om het stuk ‘Good People’ in het Nederlands te vertalen en Het Meiklokje bracht ‘Goed Volk’ onder zijn regie in wereldpremière.

## Theatervertalingen in het Brussels dialect
Voor het Brussels Volkstejoêter schreef hij de Brusselse vertalingen van twaalf toneelstukken:
- Le dîner de cons (Francis Véber): verbrusseld als “Dineire mè Peire”
- Pyjama pour six (Marc Camoletti): verbrusseld als “Ne Pizjama vè zes”
- The odd couple (Neil Simon): verbrusseld als “E schuun koppel”
- Run for your wife (Ray Cooney): verbrusseld als “Raaie of Vraaie”
- Noices off (Michael Frayn): verbrusseld als “Duideduidui”
- The taming of the shrew (William Shakespeare): op rijm verbrusseld als " 'n Kat es gin Poos”
- L'emmerdeur (Francis Véber): verbrusseld als "Den Emmerdeur"
- Abigail’s party (Mike Leigh): verbrusseld als “De surboum van Cindy”
- Petits crimes conjugaux (Eric-Emmanuel Schmitt): verbrusseld als " 'n Klaain Miseire"
- Le Prénom (Matthieu Delaporte en Alexandre de la Patellière): verbrusseld als "De vuinoêm"
- L'envers du décor (Florian Zeller en Daniel Auteuil): verbrusseld als "Moeste weite wa da'k paas"
- Le père/ The father (Florian Zeller): verbrusseld als "De Poepa"

Voor zijn verbrusseling op rijm van Shakespeare’s Taming of the Shrew kreeg hij in 2013 als eerste de titel van Brusseleir vè ’t Leive.

## Acteerwerk
Claude Lammens sloot in 1983 aan bij het theatergezelschap het Meiklokje in Sint-Agatha-Berchem. Sinds 1995 is hij voorzitter (met een onderbreking tussen 2015 en 2019).  Hij speelde ook mee in enkele producties van het Brussels Volkstejoêter. In totaal speelde hij al in meer dan 50 theaterproducties mee. 
- 1983 Laura
- 1984 Vlinders zijn vrij
- 1984 Het ei
- 1984 De Krant
- 1985 Jasper is zo lief als hij gedronken heeft
- 1985 Wij gaan naar Benidorm
- 1986 De pop
- 1986 Kus van een Rus
- 1987 Eén voor onderweg
- 1988 De verloofde van mijn vrouw
- 1989 Als ik de Lotto win
- 1990 Plaza suite
- 1990 De mensen van hiernaast
- 1991 Het derde woord
- 1992 Dwazen
- 1993 De stilte van een tuin bij zomeravond
- 1993 Saloon everybody!
- 1994 Ik ben het, liefje
- 1994 Wiens leven is dit?
- 1995 Een vreemd koppel
- 1996 De Ribadier-methode
- 1996 Kaktusbloem
- 1997 Beestjes
- 1997 Arme moordenaar
- 1998 Stilte alstublieft
- 1999 Liefde
- 2000 Tartuffe
- 2000 Geruchten
- 2002 Arme Cyrano
- 2002 Bossemans en Coppenolle (Brussels Volkstejoêter)
- 2003 Op glad ijs
- 2004 Eén vloog over het koekoeksnest
- 2004 Dineire mè peire (Brussels Volkstejoêter)
- 2005 Frankenstein von Schmrntvsk
- 2006 Stoutste dromen
- 2007 Ebriosi, de fles van Pandora (monoloog)
- 2007 Emma
- 2008 Inpakken en wegwezen
- 2011 Oud papee (Brussels Volkstejoêter)
- 2012 ’n Kat es gin Poos (Brussels Volkstejoêter)
- 2013 De koning sterft
- 2013 Peer Gynt
- 2014 Wij betalen niet
- 2014 Zoals jij BENT
- 2015 De tante van Charlie
- 2016 De heuvels van blauw
- 2017 Thee met honing of met citroen?
- 2017 De Klusjesman
- 2018 De Voornaam
- 2018 Mijn lieve Mathilde
- 2019 Doe het zelf, neushoorn
- 2020 Zoêterdag, Zondag, Moindag (Brussels Volkstejoêter)

## Regisseur
- 1992 Daar gaat de bruid (Cooney & Chapman)
- 1994 Wiens leven is dit? (Brian Clark)
- 2001 Wacht tot het donker is (Frederick Knott)
- 2006 Stifado? (Lode Ansoms)
- 2007 Victor en de vrouwen (Neil Simon)
- 2008 Kersttenen en winterballen (Ruud De Ridder)
- 2009 Een doos vol kruimels (Neil Simon)
- 2009 E schuun koppel (Neil Simon)
- 2010 Dineren met peren (Francis Véber)
- 2012 Goed volk (David Lindsay-Abaire)
- 2015 Acht vrouwen (Robert Thomas)
- 2018 De voornaam (M. Delaporte - A. de la Patellière) - co-regie met Gertjie Bryssinck
- 2020-2022 Ontkoppeld (Neil Simon)